# Henryk Apostel
Henryk Apostel (* 29. ledna 1941, Bytom) je bývalý polský fotbalista, záložník. Po skončení aktivní kariéry působil jako trenér, v letech 1993-1995 byl trenérem polské reprezentace.

## Fotbalová kariéra
V polské nejvyšší soutěži hrál za Polonii Bytom a Legii Warszawa, mistrovský titul získal v roce 1962 s Polonií Bytom a v roce 1969 s Legií Warszawa. S Legií Warszawa vyhrál dvakrát polský fotbalový pohár. Dále hrál za v USA za Orły Chicago a v polských nižších soutěžích za Śląsk Wrocław a Polonii Warszawa. V Poháru vítězů pohárů nastoupil v 7 utkáních a dal 1 gól a ve Veletržním poháru nastoupil ve 2 utkáních. Za reprezentaci Polska nastoupil v roce 1962 v přátelském utkání s Marokem.

## Ligová bilance
| Ročník                   | Zápasy | Góly | Klub           |
| ------------------------ | ------ | ---- | -------------- |
| Ekstraklasa 1959         | -      | -    | Polonia Bytom  |
| Ekstraklasa 1960         | -      | -    | Polonia Bytom  |
| Ekstraklasa 1961         | -      | -    | Polonia Bytom  |
| Ekstraklasa 1962         | 5      | 4    | Polonia Bytom  |
| Ekstraklasa 1962         | 6      | 1    | Legia Warszawa |
| Ekstraklasa 1962/1963    | 8      | 10   | Legia Warszawa |
| Ekstraklasa 1963/1964    | 26     | 3    | Legia Warszawa |
| Ekstraklasa 1964/1965    | 23     | 12   | Legia Warszawa |
| Ekstraklasa 1965/1966    | 26     | 3    | Legia Warszawa |
| Ekstraklasa 1966/1967    | 23     | 2    | Legia Warszawa |
| Ekstraklasa 1967/1968    | 21     | 1    | Legia Warszawa |
| Ekstraklasa 1968/1969    | 3      | 0    | Legia Warszawa |
| Ekstraklasa 1970/1971    | 0      | 0    | Legia Warszawa |
| 2. polská liga 1971/1972 | -      | -    | Śląsk Wrocław  |
| CELKEM 1. polská liga    | -      | -    |                |